# Лекомптон (Канзас)
Лекомптон (енгл. Lecompton) град је у америчкој савезној држави Канзас.

## Демографија
По попису из 2010. године број становника је 625, што је 17 (2,8%) становника више него 2000. године.
| Група             | 2000.       | 2010.       |
| Белци             | 563 (92,6%) | 592 (94,7%) |
| Афроамериканци    | 1 (0,2%)    | 3 (0,5%)    |
| Азијати           | 4 (0,7%)    | 3 (0,5%)    |
| Хиспаноамериканци | 14 (2,3%)   | 9 (1,4%)    |
| Укупно            | 608         | 625         |